# Francesco Merlo
Francesco Merlo (Catania, 8 aprile 1951) è un giornalista e scrittore italiano.

## Biografia
Nato a Catania, si è iscritto all'Ordine dei giornalisti il 20 marzo 1980. Ha scritto il primo articolo per Pippo Fava, poi ha lavorato per l'Ora, La Sicilia, i settimanali Il Mondo e la Domenica del Corriere e, per 19 anni, al Corriere della Sera. Dall'ottobre 2003 è editorialista per il quotidiano La Repubblica dove ha anche una sua rubrica dove risponde ai lettori.

## Opere
- FAQ Italia, Milano, Bompiani, 2009. ISBN 978-88-452-6331-6.
- Brunetta. Il fantuttone, Reggio Emilia, Aliberti, 2011. ISBN 978-88-7424-756-1.
- Stanza 707, Bompiani, 2014.
- Il Sillabario dei Malintesi. Storia sentimentale d'Italia in poche parole., Marsilio, 2017.
- Grand Hotel Scalfari. Confessioni libertine su un secolo di carta (con Antonio Gnoli), Marsilio, 2019.

## Premi e riconoscimenti
- Premio Letterario Città di Palmi, 1998.
- Premiolino.
- Premio Forte dei Marmi Satira politica.
- Premio Pari Opportunità.
- Premio Saint-Vincent per il giornalismo.
- Premio Alfio Russo.
- Premio Capalbio.
- Cittadinanza Onoraria Castiglione di Sicilia.
- Diversity Media Award 2017.